# 松本市立博物館
松本市立博物館（まつもとしりつはくぶつかん）は長野県松本市にある博物館。松本城関連の歴史資料と市民から寄贈された民俗資料約10万点を所蔵する。

## 沿革
本館の前身は、1906年（明治39年）9月21日に松本尋常高等小学校男子部（旧開智学校）内に開設された「明治三十七、八年戦役紀念館」である（後に松本紀念館と改称）。同館は1931年（昭和6年）6月1日に松本市の所管となった。
その後、1937年（昭和12年）に松本城二の丸へ移転した後、1948年（昭和23年）4月1日に市内の地蔵清水に移転して松本市立博物館と改称された。1952年（昭和27年）7月21日に博物館法の登録を受け、同年11月に松本城二の丸へ再移転した。
1966年（昭和41年）、博物館は財団法人日本民俗資料館に寄付された。1968年（昭和43年）に日本民俗資料館が開館し、以後、松本市立博物館と日本民俗資料館の名称が併記されるようになった。なお、日本民俗資料館は2005年（平成17年）に解散し、施設は松本市に寄付され、以後はふたたび松本市立博物館と称している。
2021年（令和3年）4月1日に休館し、松本市大手3丁目2−21に2022年5月竣工した新しい博物館施設にて2023年（令和5年）10月7日に開館。しかし、新しい博物館の土地は所有者との定期借地契約が2030年までとなっており、松本市は所有者と契約を延長する交渉をしていている。
博物館移転に伴い旧館は解体予定である。

## 施設

### 開館時間[7]
- 1階：午前9時～午後9時
- 2階、3階、子ども体験ひろば：午前9時～午後5時

### 休館日[7]
- 1階：毎月第3火曜日
- 2階、3階、子ども体験ひろば：毎週火曜日

### 1階[8]

#### ミュージアムショップ[9]
オリジナルグッズ、信州銘菓などがある。
ミュージアムショップのみの利用も可能。

#### 子ども体験ひろばアソビバ！[10]
子供に好きなように遊んで感じてもらう自由な空間。

##### 開室時間
午前9時～午後5時(最終入室　午後4時30分)

##### 休室
毎週火曜日(祝日の場合は翌日)

##### 利用対象
小学校6年生まで
小学3年生以下は保護者同伴。原則大人だけの入室は不可。

##### 入室方法
入室の際は、入室証が必要である。

#### その他
- エントランスホーム
- 総合受付・チケット

- ドリンクコーナー
- 講堂
- 会議室1、2
- 交流学習室
- 市民交流スペース
- ウィンドーギャラリー
- 授乳室
- コインロッカー

### 2階

#### 特別展示室 [有料]
多彩なテーマの特別展や企画展を定期的に開催。※特別展観覧料は展覧会ごとに異なる。

#### 図書情報室
展示や地域に関する書籍を閲覧できる。

### 3階

#### 常設展示室 [有料]
常設展示は「松本まるごと博物館」の目次であり、また、現地へ誘うガイダンスセンターとしての役割を有する。
松本の特徴を直接的に伝える8つのテーマによって構成している。
- お城のあるまち
- にぎわう商都
- 開かれた盆地
- ともにある山
- 伝えてきた心
- 生きる力
- 変わりゆく社会
- 継いでつなげて

## 文化財

### 重要文化財
博物館所蔵の重要文化財
- 孔雀文磬

### 重要有形民俗文化財
所蔵重要有形民俗文化財
- 七夕人形コレクション45点
- 農耕用具コレクション79点
- 民間信仰資料コレクション293点

## 交通アクセス
- JR松本駅から徒歩約20分
- バス路線
  - 松本駅お城口 - 松本周遊バスタウンスニーカー東コース 「松本市立博物館」にて下車すぐ。
  - 松本バスターミナル - ぐるっとまつもと（運行：アルピコ交通）信大横田循環線などで「大名町」にて下車し徒歩1分。

## 分館
以下の分館が設置されている。
- 国宝旧開智学校校舎
- 松本民芸館
- 旧山辺学校校舎
- 松本市立考古博物館
  - 1954年（昭和29年）4月1日に旧中山村の松本市への合併に伴い、中山考古館が分館となっていたが、1986年（昭和61年）3月31日に中山考古館は廃止され[3]、後進として松本市立考古博物館が開館した。[14]
- 松本市はかり資料館
- 松本市旧司祭館
- 旧制高等学校記念館
- 窪田空穂記念館
- 重要文化財馬場家住宅
- 松本市歴史の里
- 松本市時計博物館
- 松本市山と自然博物館
- 松本市高橋家住宅[15]
- 松本市四賀化石館
- 松本市安曇資料館[16]

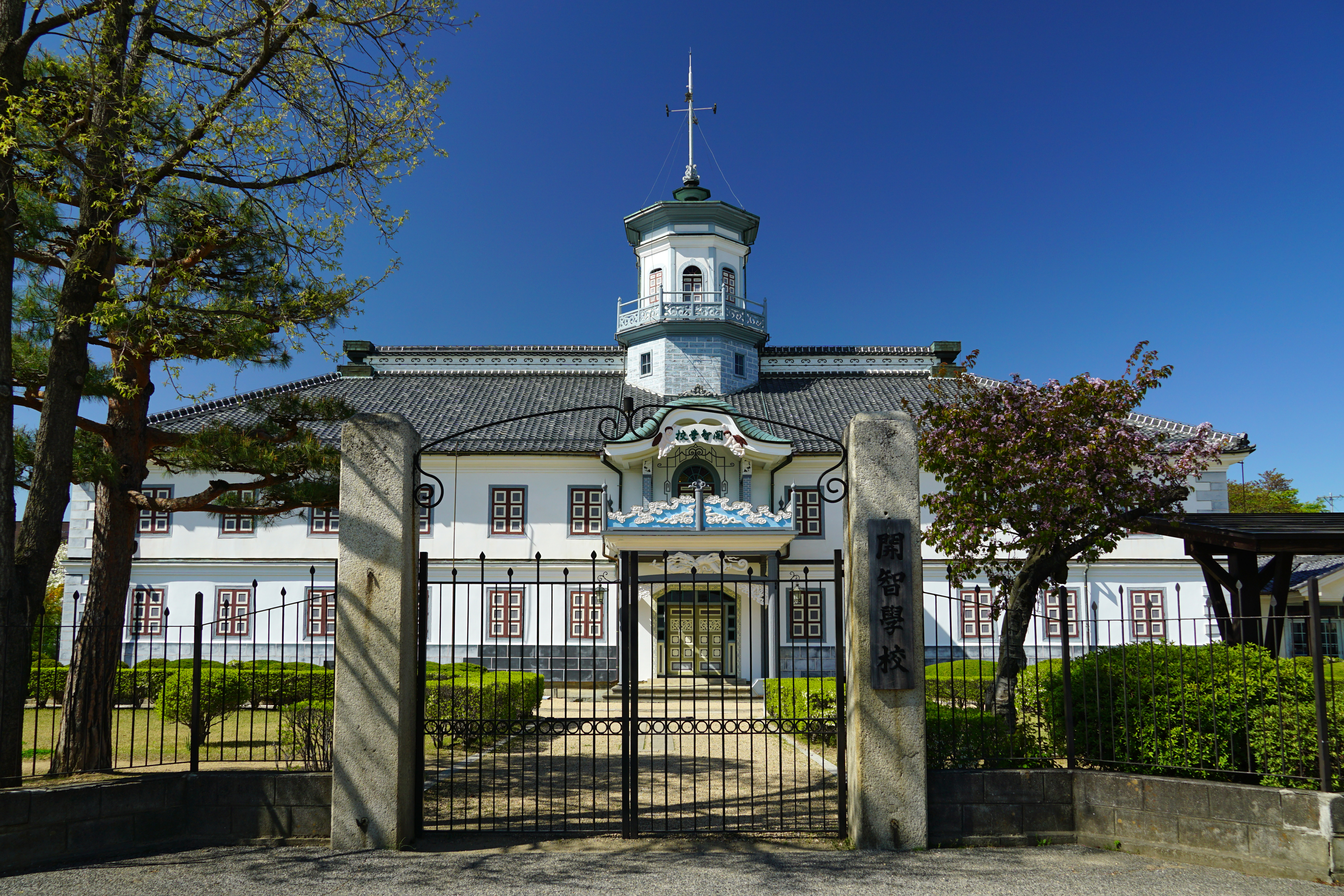
旧開智学校
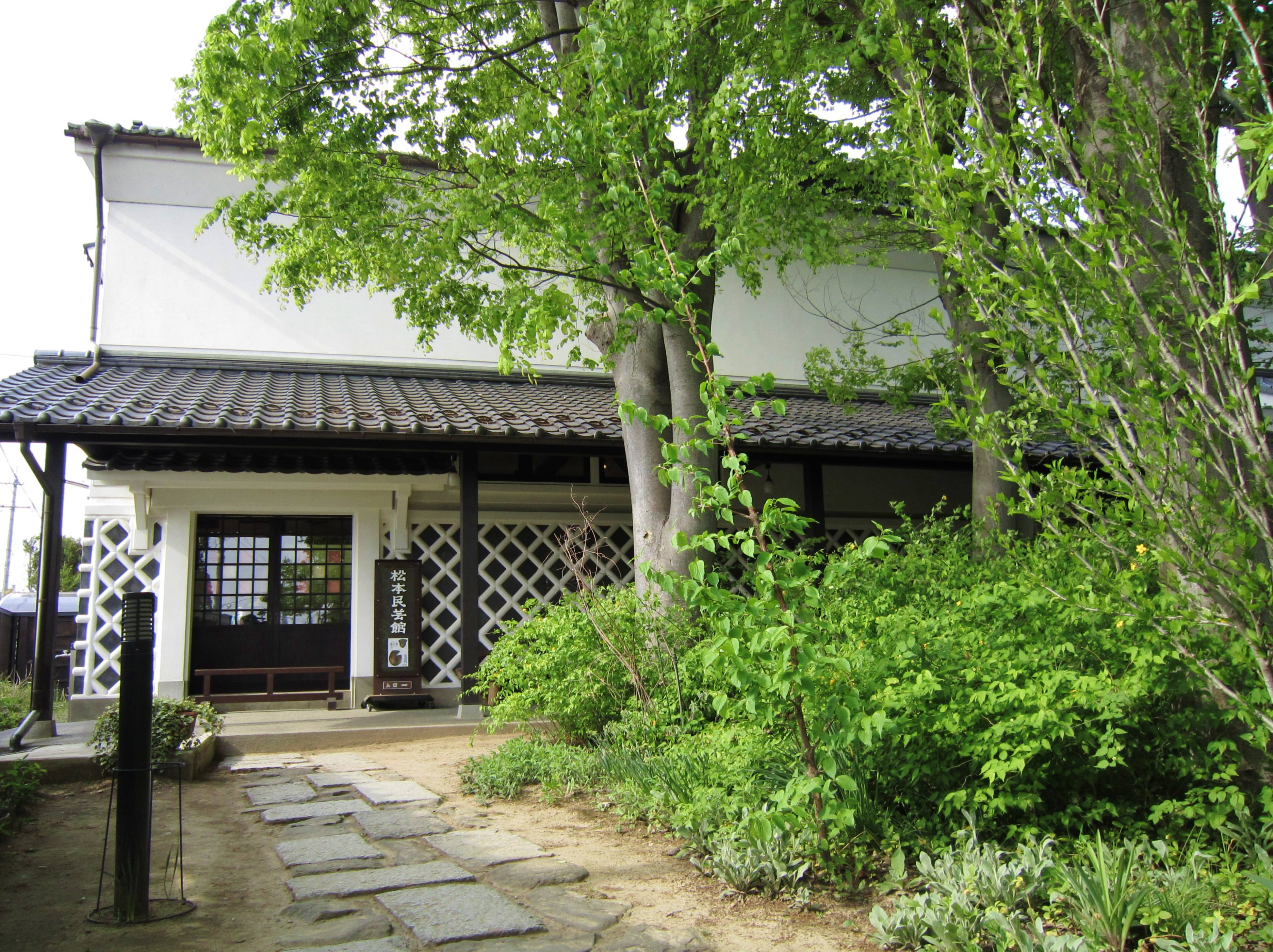
民芸館
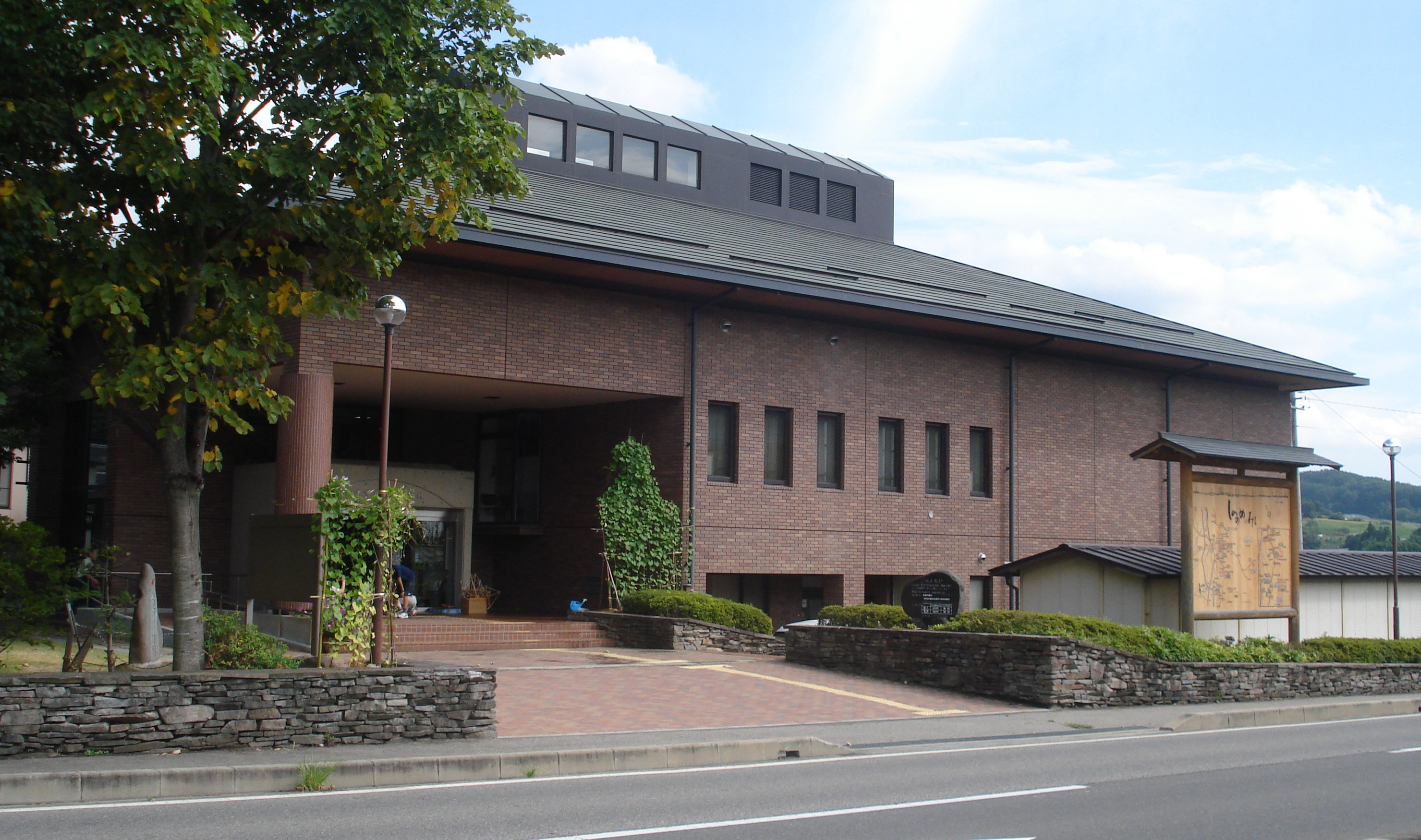
考古博物館
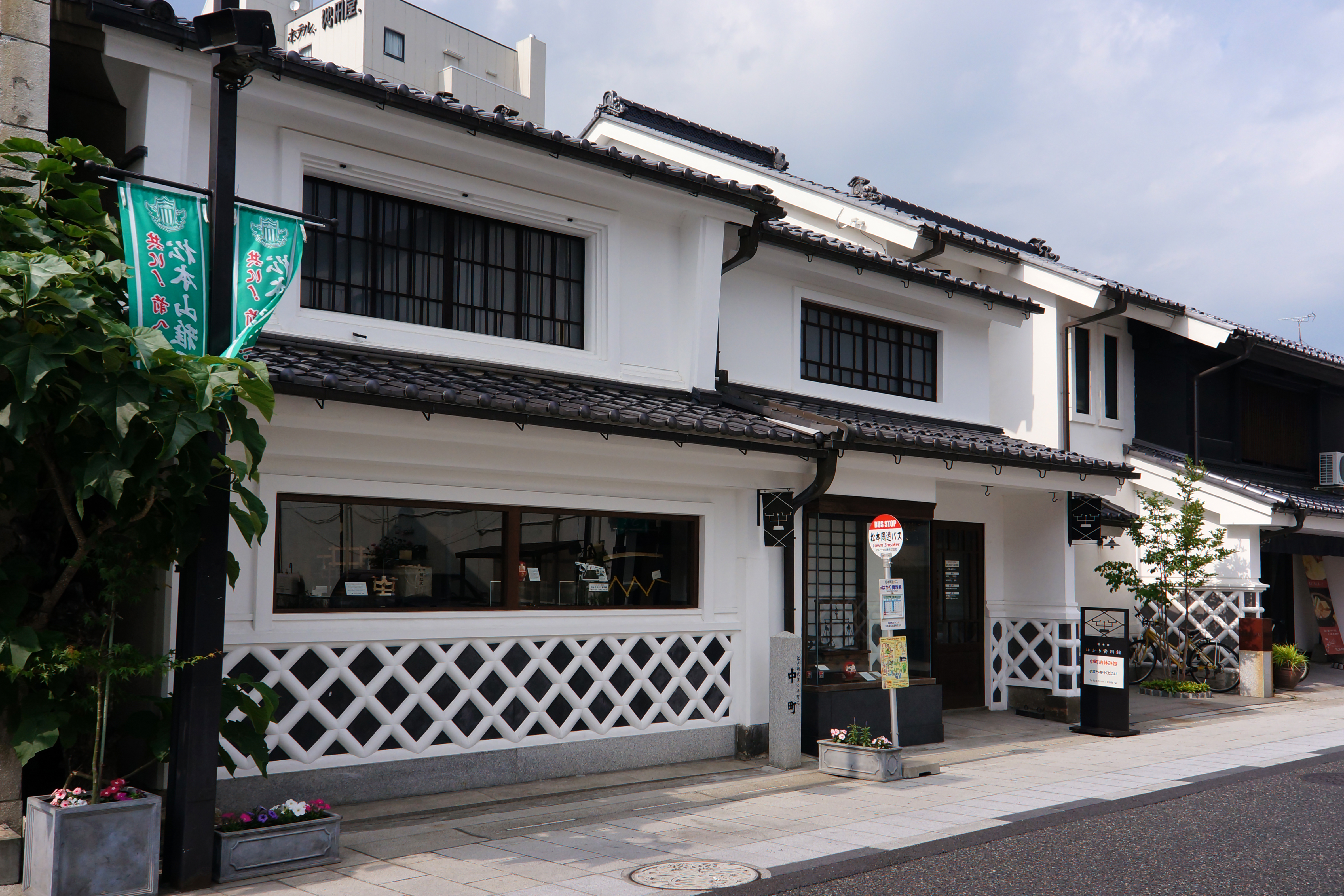
はかり資料館
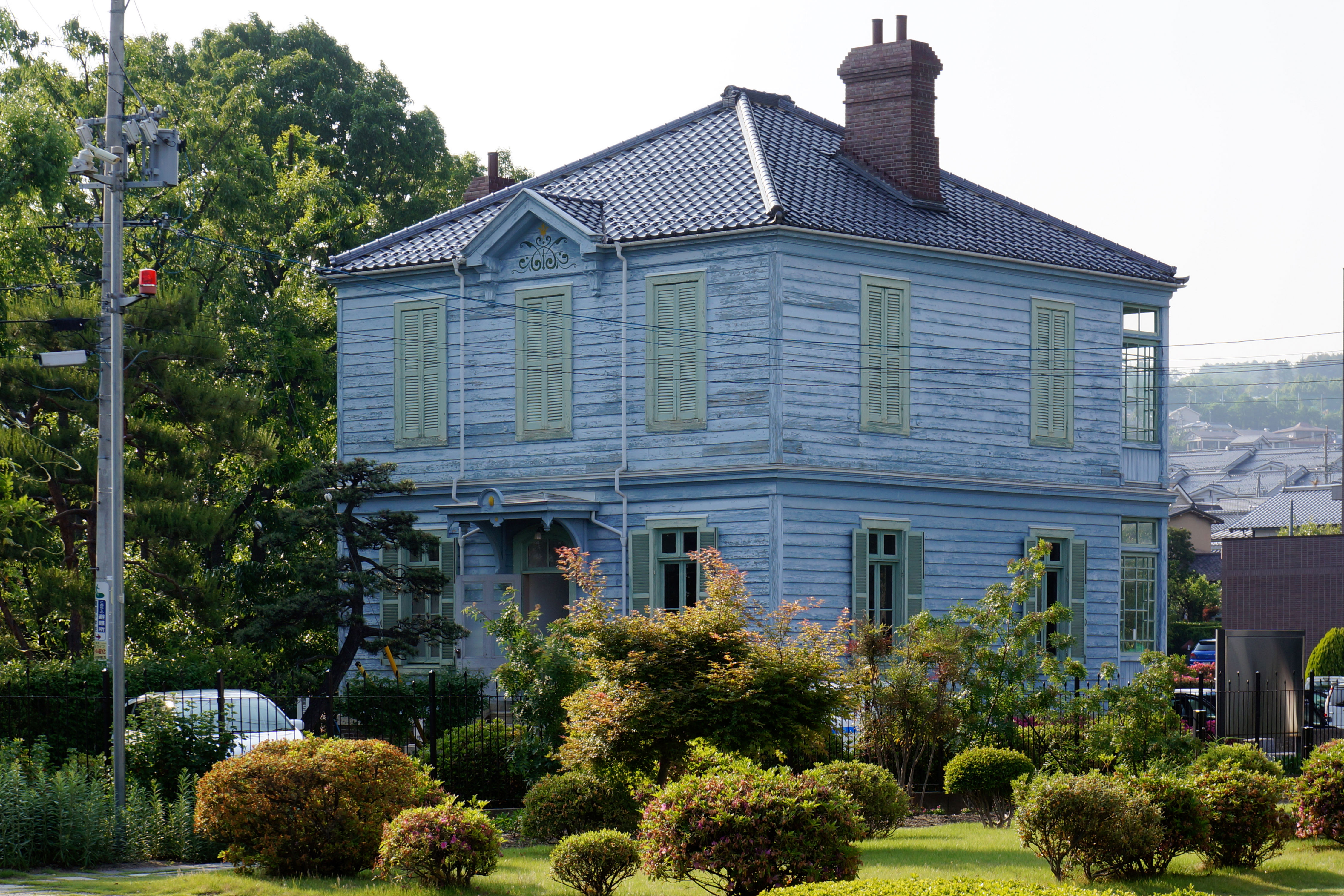
旧司祭館
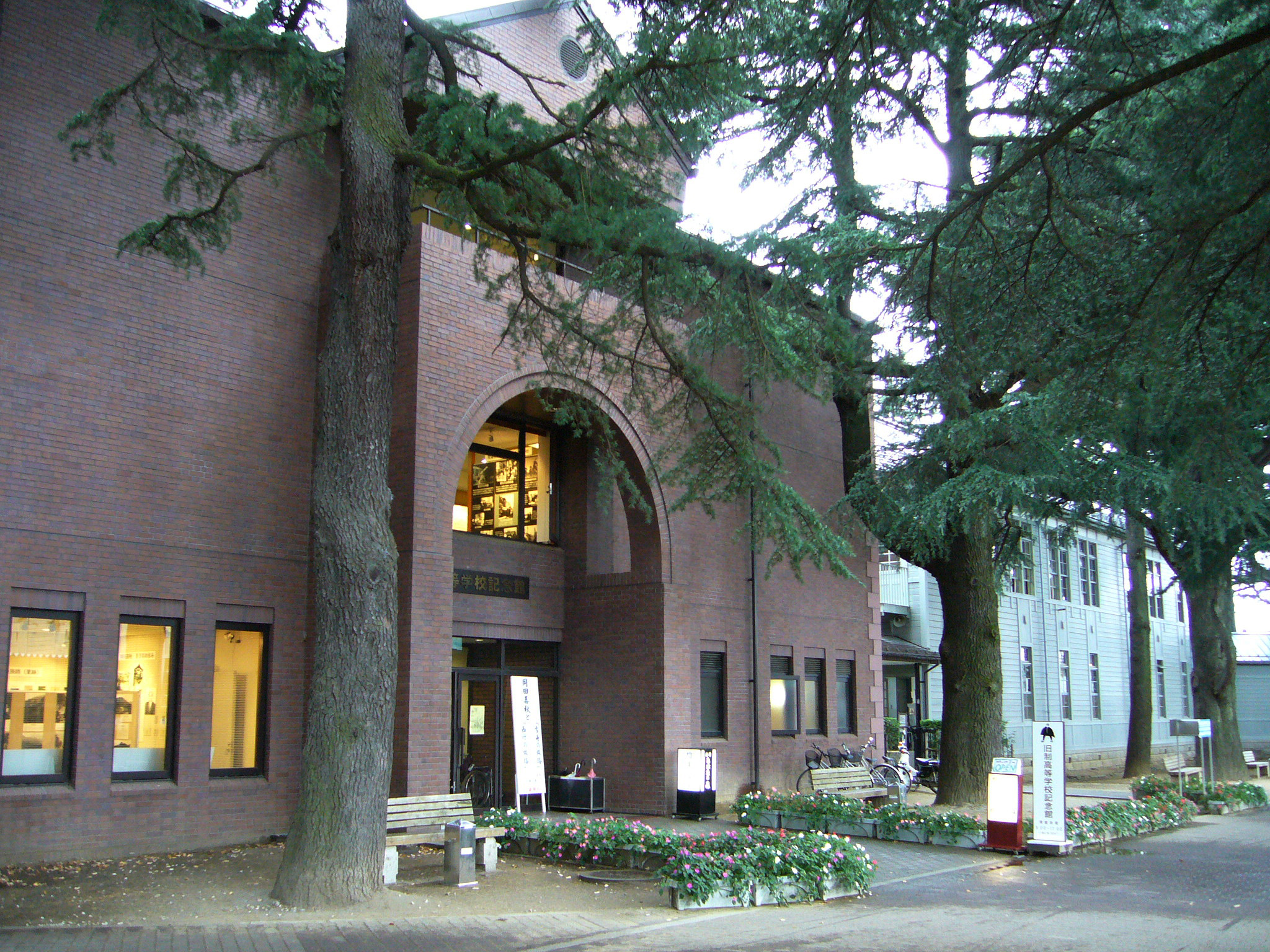
旧制高等学校記念館
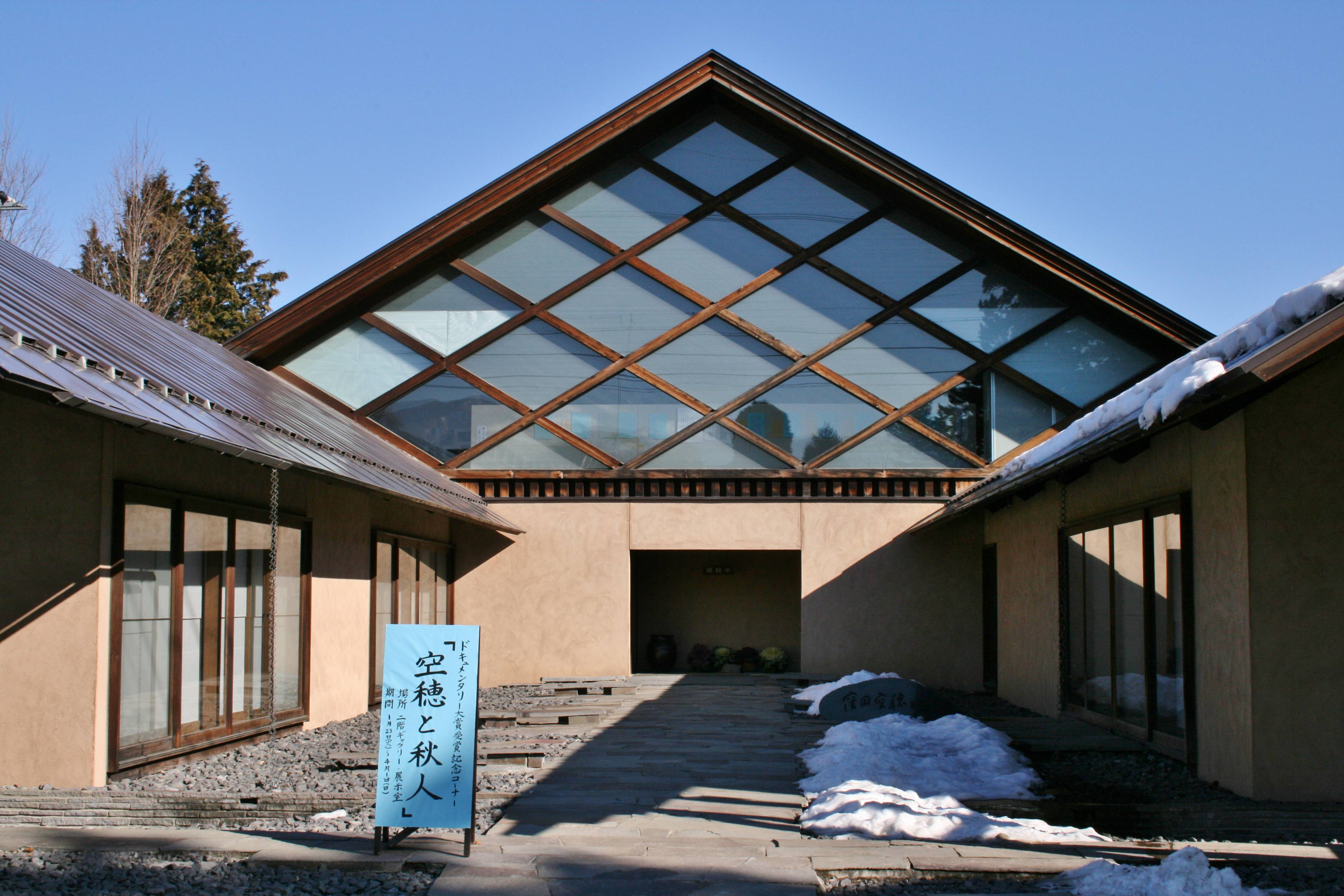
窪田空穂記念館
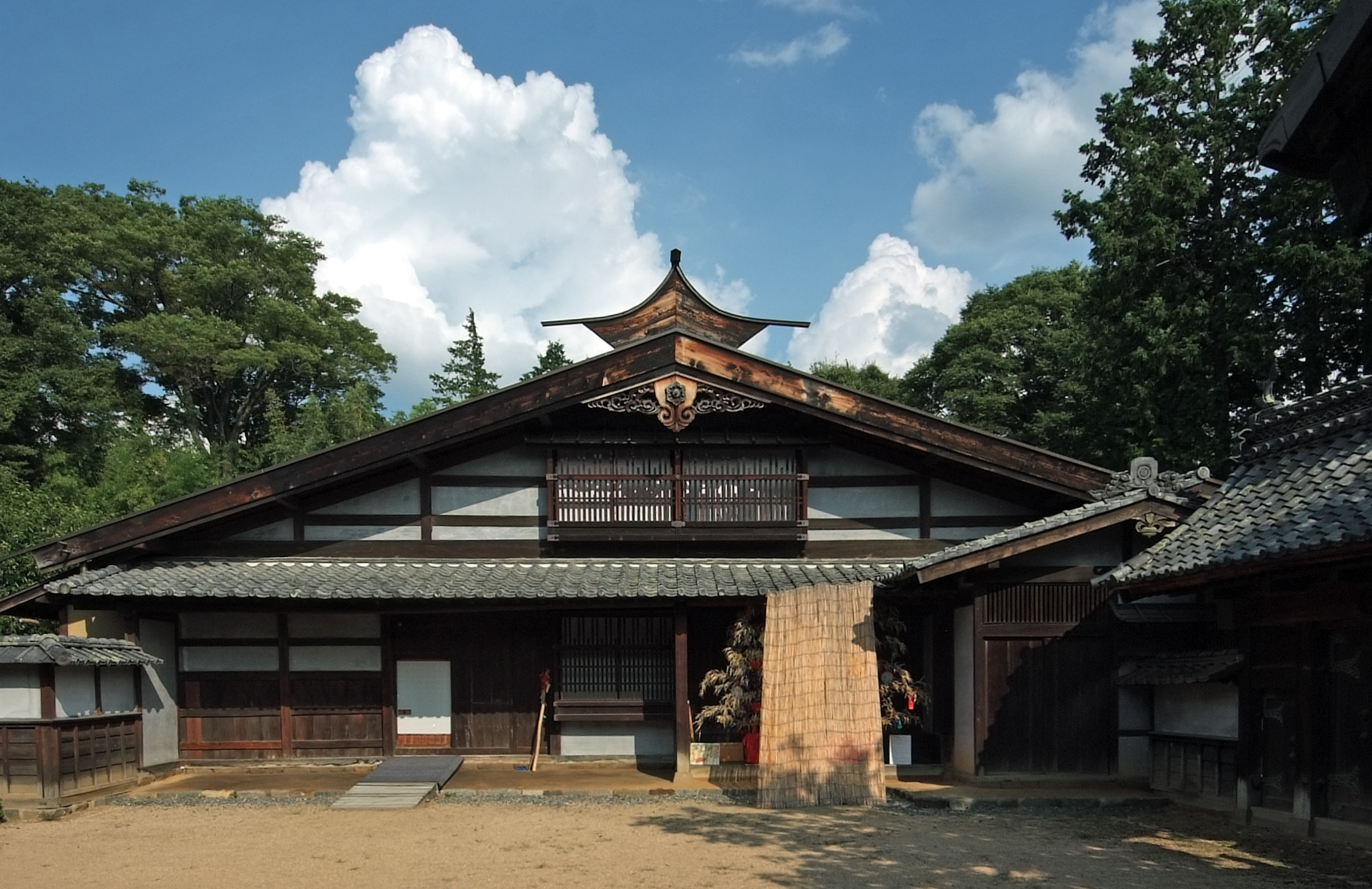
馬場家住宅
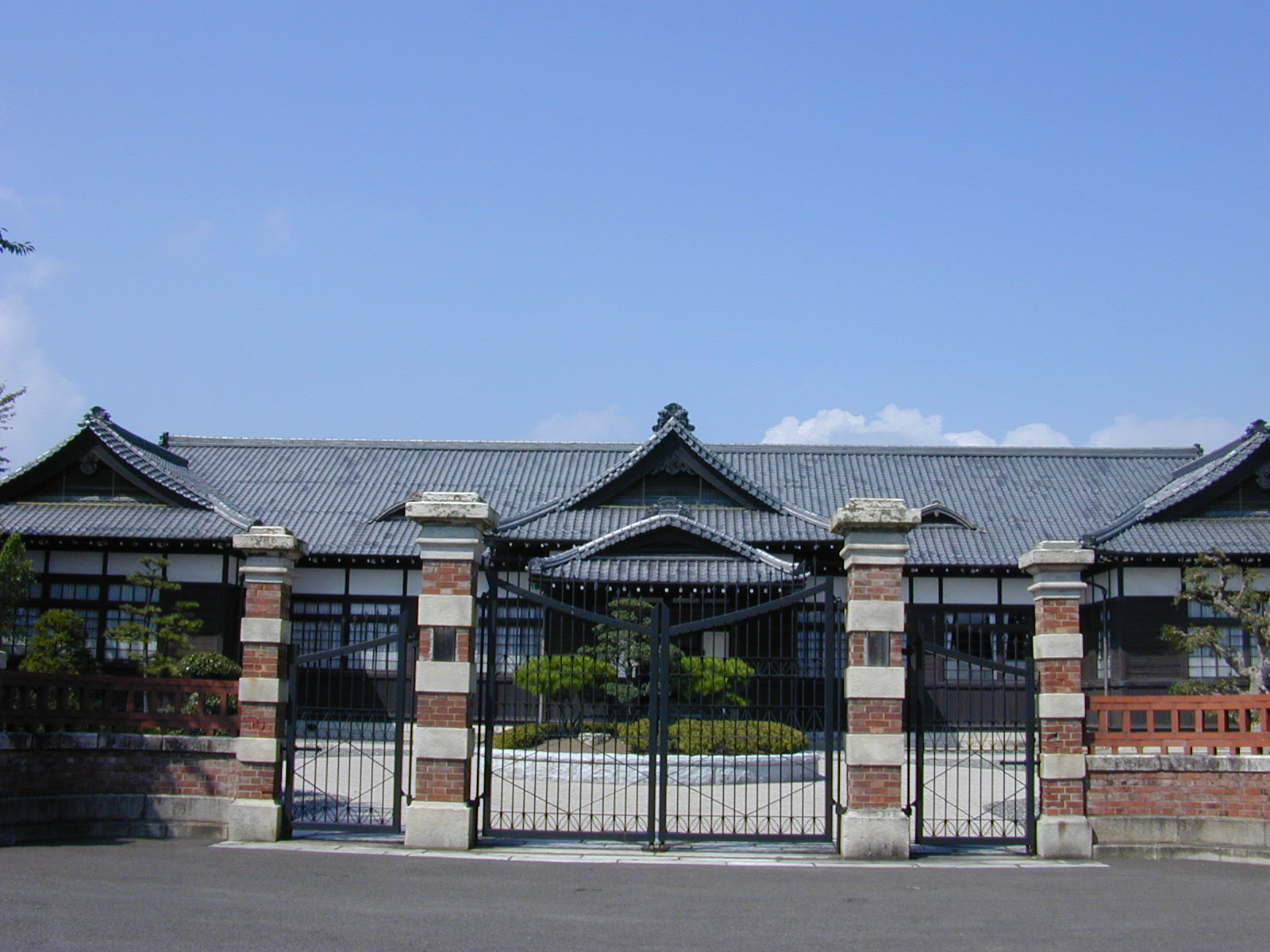
歴史の里
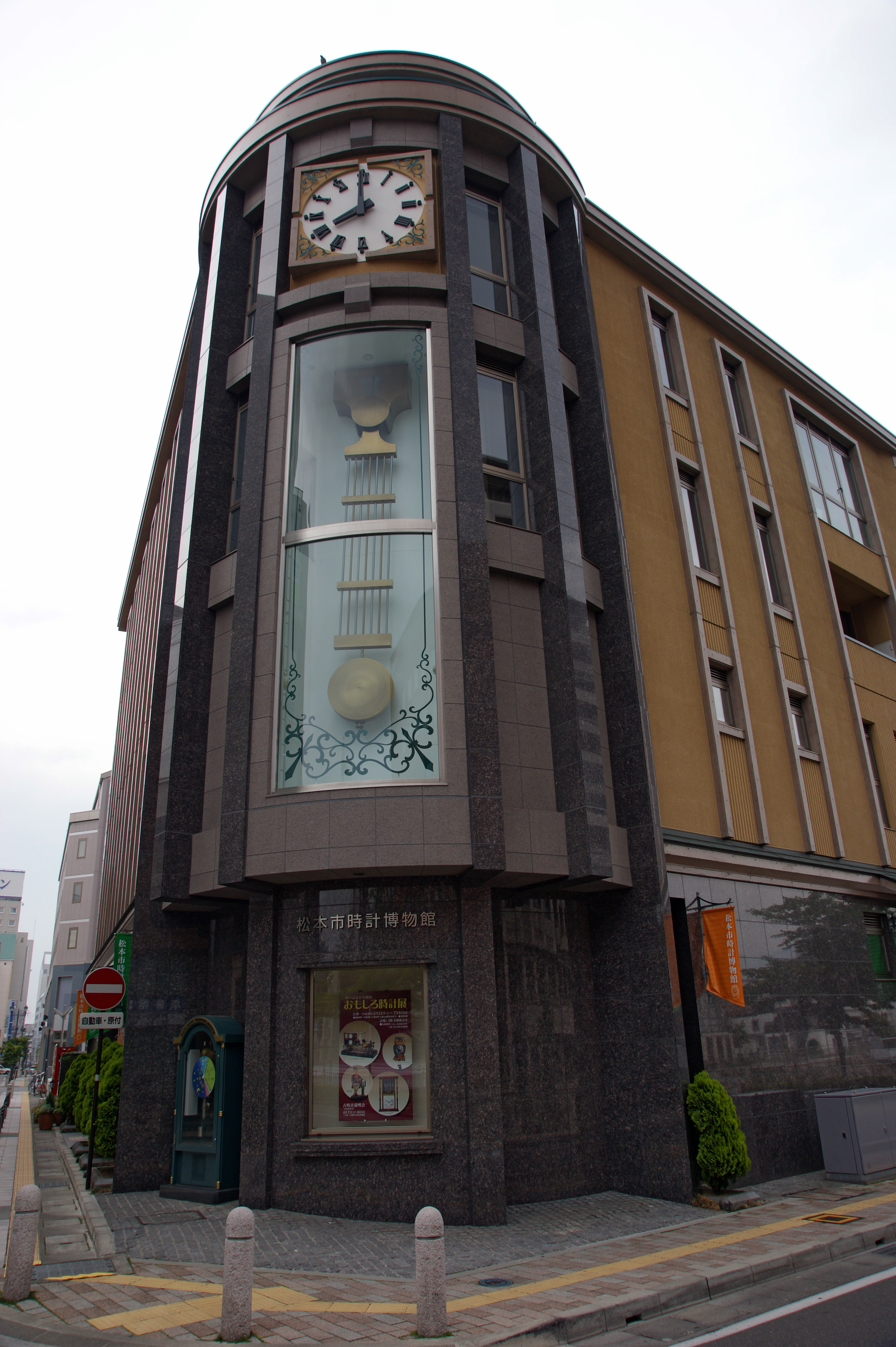
時計博物館
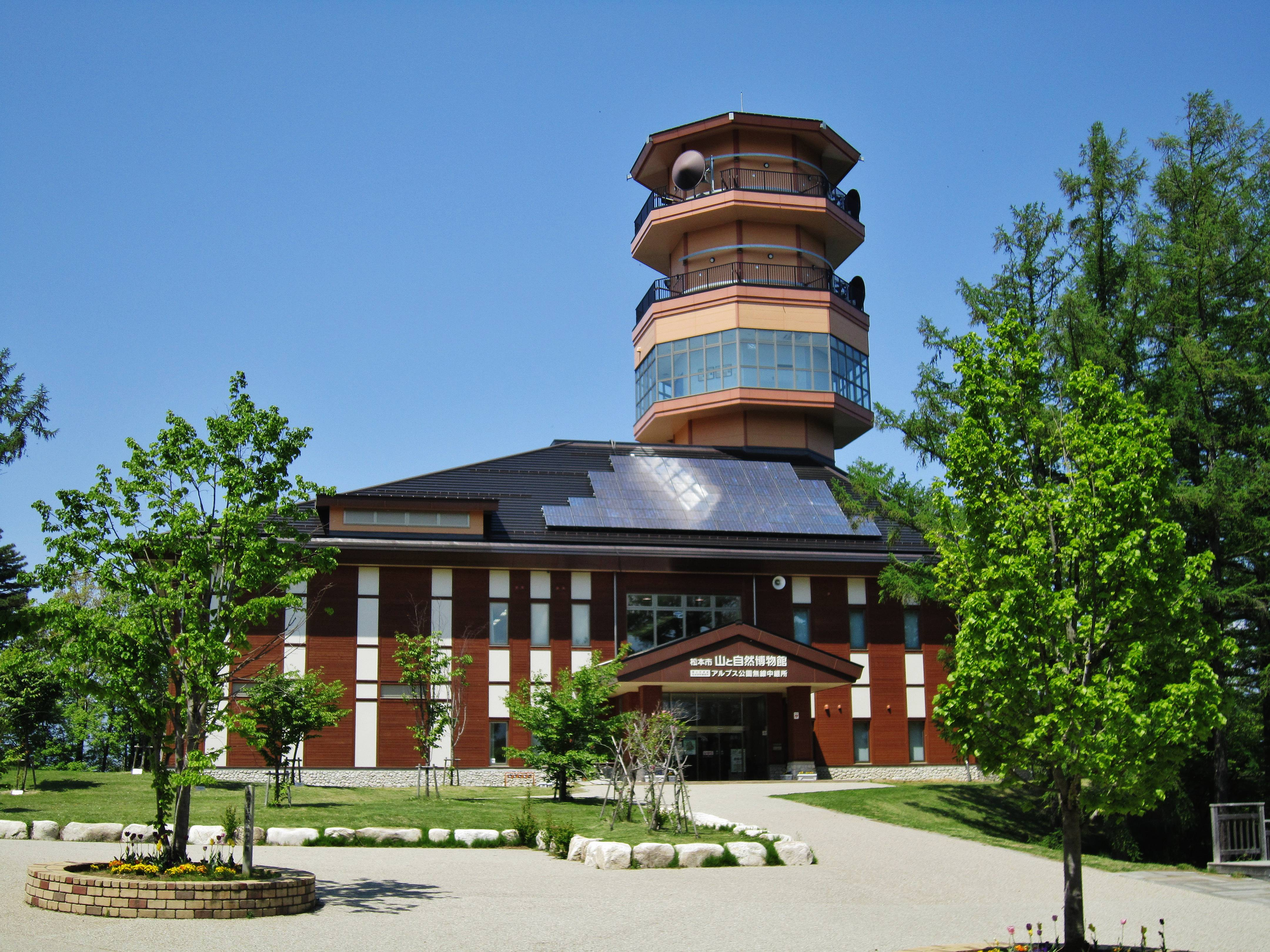
山と自然博物館
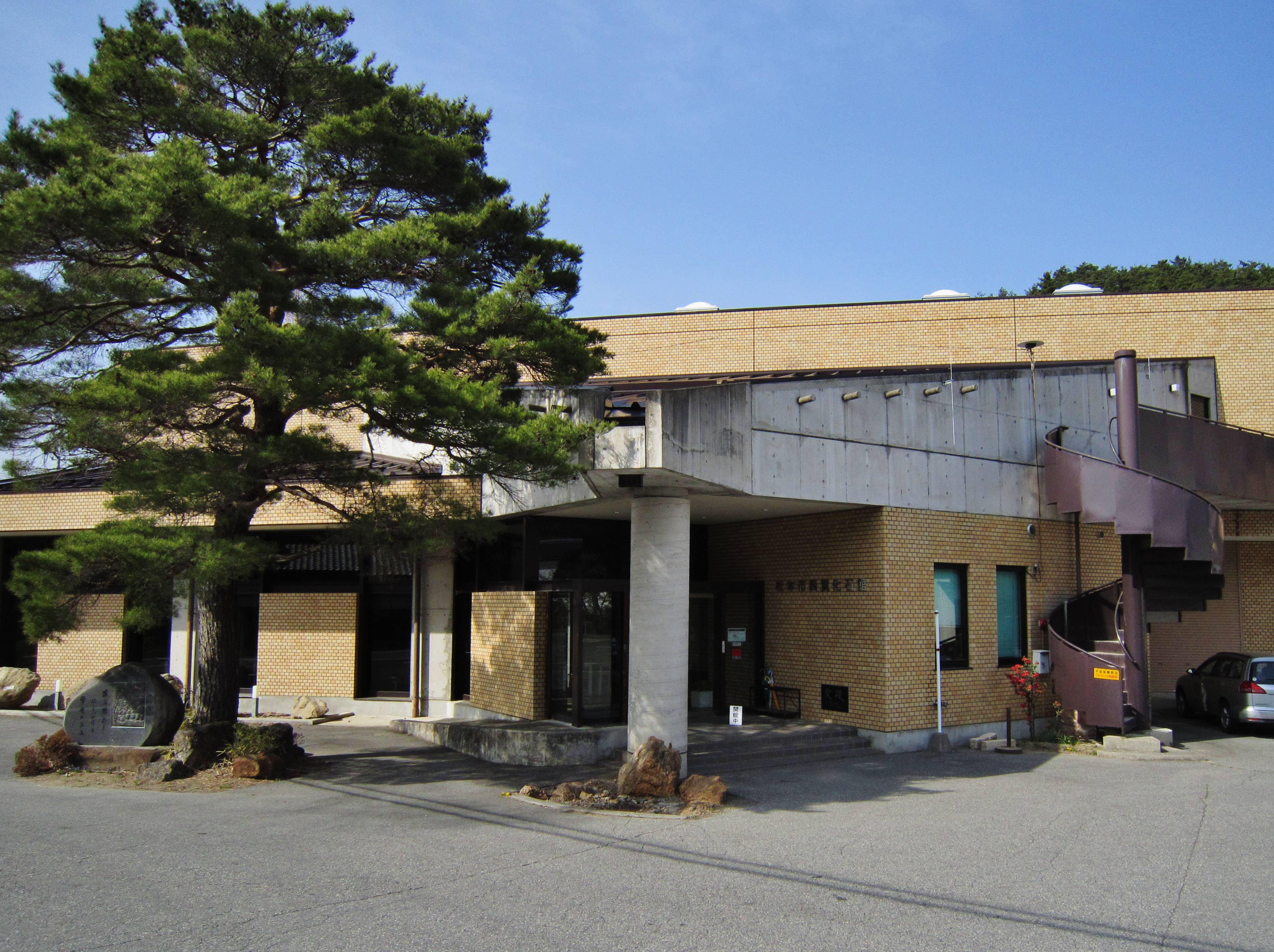
四賀化石館